# 司法
司法（しほう、英: Judiciary）とは、立法および行政と並ぶ国家作用の一つである。実質的意義においては法を適用し宣言することにより、具体的な訴訟について裁定することをいうが、形式的意義においては司法府に属する作用の総称である。この国家作用を行う権能を司法権といい、三権分立についての行政権・立法権と対比される。

## 司法の概念

### 実質的意義の司法
国家作用が作用自体の性質という点に着目して立法・行政・司法に三分類されるときに、これらはそれぞれ実質的意義の立法、実質的意義の行政、実質的意義の司法と概念づけられる。
司法とは実質的意義においては「具体的な争訟について、法を適用し、宣言することにより、これを裁定する国家作用」と定義される。これは近代以降の各国・各時代に通じる司法と司法権の共通項を示したものと言える。司法と司法権は、近代の権力分立制とともに生成してきた。そして、権力分立制の形態と内容が各国・各時代において異なるように、司法と司法権の形態と内容も各国・各時代において異なる。
国家作用が行政・立法・司法に分離独立するに至った歴史的経緯が各国により異なることもあり、司法という言葉で呼ばれる国家作用の内容は、各国・時代により当然異なる。特に行政と司法との理論的な区別の可能性については疑義も出されており、権限が与えられている官署の区別に対応しているに過ぎない（裁判所の職務が司法）との指摘もされている。
この点が典型的に現れるのは、行政事件の裁判に関する扱いである。
フランスやドイツなど、大陸法系の国々では、司法とは「民事事件・刑事事件の裁判作用」を指し、行政事件の裁判を含まない。この意味での司法権は、法治主義や権力分立制の確立により行政権から切り離され、独立した裁判所の権能とされるようになった。行政事件については、通常の裁判所とは別に行政裁判所が設けられ、そこで審理・裁判された。この行政裁判所は、行政権の一部を担うとされる。現在でもフランスでは、国務院（コンセイユ・デタ）と呼ばれる機関が最上級審の行政裁判所としての権能を有しており、国務院は行政機関とされる。また、大日本帝国憲法における体制も、行政事件の管轄は行政裁判所にあるとされた。
他方、英米法（コモン・ロー）系の国々では、行政事件の裁判も司法に含まれると解され、行政事件の裁判作用は通常の裁判所の権能に属する。日本国憲法における「司法」「司法権」は、英米法系の制度に倣い、行政事件も通常の裁判所が裁判する（日本国憲法第76条1項、2項）。
極論すれば、各国で司法又はそれと同視し得る言葉により把握される国家作用について最大公約数的な定義をするとなると、「いわゆる裁判所と呼ばれる機関が有している国家作用の中核部分」というあまり意味のない定義で満足せざるを得ない。そこで、多少の齟齬を取り捨てて、より内容のある定義として示されるのが頭書の「司法とは、具体的な争訟について、法を適用し、宣言することにより、これを裁定する国家作用」という一文である。

### 形式的意義の司法
司法は形式的意義においては司法府に属する一切の作用を意味する。
国家作用は作用自体の性質という点から、実質的意義の立法、実質的意義の司法、実質的意義の行政とそれぞれ概念づけられるが、現実の個々の国家作用がいずれの機関に配当されるかは憲法の体制・個別の法律により異なる。そこで、現実に配当されている機関という点に着目して国家作用を分類したものが形式的作用である。
例えば日本国憲法における最高裁判所の規則制定権（日本国憲法第77条）は実質的には立法作用であるが、司法権の独立の観点から最高裁判所の権能とされており形式的意義の司法に含まれることになる。

## 日本の司法

### 大日本帝国憲法における司法
大日本帝国憲法において、司法権とは、民事事件・刑事事件の裁判作用を行う権能を指した。行政事件は、通常の裁判所とは別系統の行政裁判所の所管であった。このほか、軍人・軍属などの刑事事件を裁判する軍法会議や、皇族の民事事件を裁判する皇室裁判所などの特別裁判所も設置された。

### 日本国憲法における司法

#### 司法権の帰属
司法権の帰属につき日本国憲法76条は、1項で、最高裁判所及び法律の定めるところにより設置する下級裁判所に属するとし、2項では、特別裁判所の設置を禁止し、行政機関は終審として裁判を行うことができない旨規定している。
すべて司法権は裁判所に帰属する（第76条1項）。ここでいう「司法権」とは実質的意義の司法作用を行う権能であり、日本では行政事件を含むすべての裁判作用を行う権能を指す（第76条1項）。つまり、司法権は、最高裁判所を頂点とする組織にのみ帰属し、それとは別系統の裁判所（特別裁判所）の設置を許されないことになる。日本では違憲審査権（第81条）について付随的審査制を採用していると考えられており、違憲審査権は具体的事件に付随して司法作用の一環として行使される。
また、行政機関による終審裁判は禁止される（第76条2項）。 ただし、行政機関が裁判を行うような制度が設置されたとしても、行政機関による裁判に対して更に76条1項に根拠を有する裁判所に訴えて争うことが許されるのであれば違憲ではない。つまり終審でなければ、行政機関が司法手続の一部を担うことも許される。例えば、公正取引委員会などの行政委員会（独立行政機関、独立行政委員会）による審決などの準司法的手続（行政審判）が挙げられる。

#### 司法権の範囲

##### 具体的な争訟
冒頭の司法の定義にある具体的な争訟は、事件性（具体的事件性）ともいわれ、裁判所法（昭和22年法律第59号）3条にいう「一切の法律上の争訟」と同じ意味であると解されている。ゆえに、「法律上の争訟」にあたらなければ、司法権の対象とならず、原則として裁判所の審査権は及ばない。
最高裁判所の判例によれば「法律上の争訟」とは、「法令を適用することによって解決し得べき権利義務に関する当事者間の紛争」をいう（最判昭和29年2月11日民集8巻2号419頁）。すなわち、「法律上の争訟」に当たるためには、次の2つの要件を満たすことが求められる。
1. 当事者間の具体的な権利義務ないし法律関係の存否に関する紛争であること
2. 法律を適用することにより終局的に解決することができるものであること（いわゆる終局性）

紛争は具体的でなければならないので、抽象的な審査はできない。法律関係の存否でなければならないので、事実の存否のみの審査はできない。刑事訴訟は、刑罰権の存否に関する紛争とされるため、「法律上の争訟」にあたる。法律を適用することで終局的に解決できなければならないので、宗教上の争いや学問的争い、政策論争などは審査できない。「法律上の争訟」にあたらない場合は次のように整理できる。
抽象的な法令の解釈または効力を争う場合（例外として客観訴訟）
当事者間の具体的な権利義務・法律関係とは無関係な法律問題の裁定は、司法権の対象とはならない。単なる事実の存否や個人の主観的意見の当否、学問上、技術上の論争も対象とならない。判例でも、自衛隊の前身である警察予備隊の設置等が無効であるとして最高裁判所に直接訴訟が提起された事件において、その趣旨が明らかにされている（最大判昭和27年10月8日民集6巻9号783頁）。
宗教問題が前提問題として争われる場合
宗教の教義に関する争いなどは、法律の適用により終局的に解決できないため、司法による審査の対象とはならない。「板まんだら事件」の最高裁判所判例（最判昭和56年4月7日民集35巻3号443頁）も「具体的な権利義務ないし法律関係に関する紛争の形式」をとっており、「信仰の対象の価値又は宗教上の教義に関する判断は請求の当否を決するについての前提問題であるにとどまる」ものとされていても、その判断が「必要不可欠」で、訴訟の「核心」とされている場合には、終局性を欠き「法律上の争訟」にあたらないと判示する。
判例：代表役員等地位不存在確認（最三判平成5年9月7日民集47巻7号4667頁）

##### 客観訴訟
司法に該当しない国家作用であっても、法律により裁判所に権限を与えることは可能である。裁判所法3条1項が「裁判所は…その他法律において特に定める権限を有する。」としているのも、そのような趣旨と解されている。具体的事件性がなくとも、裁判所に審査権限を与える客観訴訟（客観的訴訟）の制度がこれにあたる。
客観訴訟とは、法の適用の客観的適正を保障して公益を保護するために認められる訴訟をいう。個人の権利利益の保護を目的とする主観訴訟と対比される。客観訴訟には、民衆訴訟（行政事件訴訟法5条）と機関訴訟（同法6条）の2種がある。民衆訴訟の例としては、住民訴訟（地方自治法242条の2）や選挙訴訟（公職選挙法203条、204条）などがある。
また、非訟事件、特に非争訟的非訟事件についてはその性質は行政であるが、その処理は沿革上の理由等により裁判所に権限がある。この非訟事件の審査権限も「特に定める権限」に含むと解される。
このような法律の定めが違憲であるという議論は特にされていない。しかし、無制約に法律で定めることが可能とも言い難く、本来的な司法に該当しない権能を裁判所に付与することがどこまで可能であるかは、制約があり得ると解される。

#### 司法権の限界
「具体的な争訟」にあたる事件であっても、憲法76条1項に規定する裁判所が審査できない事項がある。これを司法権の限界という。司法権の限界には、憲法が明文で定めた限界や国際法上認められた限界、憲法の解釈による限界がある。
憲法の明文に定めた限界による裁判に不服があっても、更に通常の裁判所に訴えることはできないと解されている。
1. 憲法が明文で定めた限界
  1. 議員の資格争訟の裁判（55条）：議員が所属する議院の権限
  2. 裁判官の弾劾裁判（64条）：国会議員で構成される裁判官弾劾裁判所の権限
2. 国際法によって認められた限界
  1. 国際法上の治外法権（外交官、外交施設の治外法権など）
  2. 条約による裁判権の制限（日米安全保障条約に基づく行政協定による特例など）
3. 憲法の解釈上の限界
  1. 自律権に属する行為：議院における議事手続や議決の定足数など各議院内部事項に関する事項は、各議院の自律権に委ねられ、司法審査の対象とはならないと解されている。
警察法改正無効事件（最大判昭和37年3月7日民集16巻3号445頁）
  2. 政治部門の自由裁量に属する行為：国会や内閣などの政治部門の自由裁量に委ねられている事項については、妥当性が問題になるのみであり、裁量権を著しく逸脱した場合でない限り、司法審査の対象にはならないと解されている。
  3. 統治行為：国家統治の基本に関する高度な政治性を有する国家の行為について、その高度の政治性ゆえに司法審査の対象にはならないとする考え方がある。→詳細は統治行為論の項目を参照。
苫米地事件（最大判昭和35年6月8日民集14巻7号1206頁）
  4. 団体の内部事項に関する行為（部分社会の法理）：自律的な内部規範を有する団体内部の紛争については、その内部規律の問題にとどまっている限りは団体自治を尊重すべきであり、司法審査が及ばないという考え方がある。一般的に部分社会の法理と呼ばれるが、各団体には様々な性質のものがあるため、一括して「法理」として説明することには疑問も呈されている（ただし、司法審査が及ばない場合もあることを否定する趣旨ではない）。

なお、天皇は、日本国の象徴であることにかんがみ、民事裁判権が及ばないとされる。天皇を被告、あるいは原告として訴訟を提起することはできない。訴訟の提起がなされた場合、当然に却下判決がなされることとなる。

#### 司法権の独立
裁判官及び裁判所が、政治的権力他のあらゆる権力からの干渉を受けずに独立して裁判を行う原則のことをいう｡

##### 職権行使の独立
- すべて裁判官は、その良心に従ひ独立してその職権を行ひ、この憲法及び法律にのみ拘束される（第76条3項）。

##### 司法府の独立
- 最高裁判所規則制定権（最高裁判所規則、第77条）。
- 最高裁判所による下級裁判所裁判官の指名権（第80条1項）。

##### 裁判官の身分保障
- 裁判官は、裁判により、心身の故障のために職務を執ることができないと決定された場合を除いては、公の弾劾によらなければ罷免されない（第78条前段）。
- 行政機関による懲戒の禁止（第78条後段）。
- 裁判官は定期に相当額の報酬を受け、在任中減額されない（第79条6項・第80条2項）。

#### 司法権の民主的統制
- 裁判の公開（第82条）。
- 最高裁判所裁判官国民審査（第79条2項、3項、4項）。
- 国会による弾劾裁判（第64条）。
- 内閣による最高裁判所長官の指名、最高裁判所裁判官の任命（第79条1項）、下級裁判所裁判官の任命（第80条1項）。
- 最高裁判所裁判官の定年制（第79条5項、6項）、下級裁判所裁判官の任期制（第80条1項）、下級裁判所裁判官の定年制（第80条2項）。